# Kantoku Teruya
Kantoku Teruya (jap. 照屋 寛徳 Teruya Kantoku; * 24. Juli 1945 auf Saipan, Völkerbundsmandat; † 15. April 2022 Nishihara, Präfektur Okinawa, Japan) war ein japanischer Politiker, Vorstandsmitglied der Sozialdemokratischen Partei (SDP) und Abgeordneter aus Okinawa in beiden Kammern des Nationalparlaments.

## Werdegang
Teruya wuchs in Gushikawa (heute: Uruma), Präfektur Okinawa, auf, wurde aber 1945 in der Endphase des Pazifikkriegs in einem amerikanischen Gefangenenlager auf der Insel Saipan geboren, die 1944 befreit worden war. Er studierte Rechtswissenschaften an der Ryūkyū-Universität und machte 1968 seinen Abschluss. 1972 wurde er als Anwalt registriert, für zwei Amtszeiten war er Vizepräsident der Anwaltskammer Okinawa.
Seine politische Karriere begann 1988, als er für die erste von zwei Legislaturperioden in das Präfekturparlament von Okinawa gewählt wurde. Seine Wahl als unabhängiger Kandidat wurde von der Sozialistischen Partei Japans, dem Vorläufer der SDP, unterstützt. Nach sieben Jahren wechselte er in die nationale Politik. Bei der Oberhauswahl 1995 gewann er den Sitz Okinawas gegen den LDP-Kandidaten Shinjun Ōshiro. Nach einer Amtszeit verfehlte er 2001 seine Wiederwahl um rund 20.000 Stimmen.
Ab der Wahl von 2003 gehörte Teruya für den Wahlkreis Okinawa 2 als SDP-Mitglied dem Unterhaus an. Dort war er unter anderem Mitglied des Auswärtigen Ausschusses und des Sonderausschusses für Okinawa. 2003, 2005, 2012, 2014 und 2017 gewann er das landesweit einzige Direktmandat der Sozialdemokraten. In der SDP führte Teruya von 2010 bis 2020 und 2021 das Komitee für Parlamentsangelegenheiten und war zeitweise Vorsitzender des Präfekturverbandes Okinawa.
Für die Unterhauswahl 2021 kündigte Teruya seinen Rückzug an, und Kunio Arakaki übernahm (letztlich erfolgreich) die SDP-Kandidatur Okinawa 2.

## Veröffentlichungen
- 沖縄・弁護士12年, San’ichi Shōbō 1984, ISBN 4380842207
- 沖縄から有事法=戦争法を考える, Yui Shuppan 2002, ISBN 4946539190
- ウチナーンチュときどき日本人, Yui Shuppan 2003, ISBN 4946539204